# William G. Morgan
William George Morgan (n. 23 ianuarie 1870, Lockport⁠(d), New York, SUA – d. 27 decembrie 1942, Lockport⁠(d), New York, SUA) a fost inventatorul voleiului, numit inițial „Mintonette”, un nume derivat din jocul de badminton pe care mai târziu a acceptat să-l schimbe pentru a reflecta mai bine natura sportului.
L-a cunoscut pe James Naismith, inventatorul baschetului, în timp ce Morgan studia la Springfield College în 1892. La fel ca Naismith, Morgan a urmat o carieră în educație fizică la YMCA. Influențat de Naismith și baschet, în 1895, în Holyoke, Massachusetts, Morgan a inventat „Mintonette” un sport de echipă mai puțin viguros, mai potrivit pentru membrii mai în vârstă ai YMCA, dar care încă mai necesita abilități atletice. Mai târziu, Alfred S. Halstead a văzut cum se juca și l-a redenumit „Volei”.
În 1985, a fost inclus în Volleyball Hall of Fame ca membru inaugural.
1. 1 2  William George Morgan, Find a Grave, accesat în 9 octombrie 2017
2. ↑  Find a Grave